# 三井銀行
株式会社三井銀行（みついぎんこう、英: The Mitsui Bank, Ltd.）は、かつて存在した三井グループの都市銀行。現在の三井住友銀行の前身の一つ。1990年に太陽神戸銀行と合併して太陽神戸三井銀行となり、1992年に行名をさくら銀行に改称した。

## 概要
三井グループの中核で日本最古の銀行であった。1872年、三井組は小野組と共同出資で三井小野組合銀行を設立。1873年、その後身の第一国立銀行（後のみずほ銀行）の創立に資金を出資。1876年（明治9年）、日本初の私立銀行として三井銀行を開業。日本銀行創業前には政府の「為替方御用」を拝命。1943年に第一銀行と合併して帝国銀行が発足するも1948年に分裂。1954年に再度三井銀行へ復した後、1990年に太陽神戸銀行と合併して太陽神戸三井銀行となり、後にさくら銀行と改名し「三井」の名が一旦消えたが、現在は住友銀行（住友グループ）と合併して三井住友銀行となっており、「三井」の名が復活している。
行章は三井両替店開業時から1943年（昭和18年）までは三井財閥共通の「丸に井桁三」を使用。帝国銀行発足後「八重桜」となり、1954年（昭和29年）以降はこの八重桜に「井桁三」を重ねた意匠となった。創業100年を迎えた1976年（昭和51年）に「丸に井桁三」に戻すが、1984年（昭和59年）以降はCIを導入し、青地に白で楕円に「三」の字を基調としたマーク（作成・五十嵐威暢）を使用した。便宜的な略称は三銀（さんぎん）であり、子会社名などに使われた。
本店は東京都中央区日本橋室町の三井本館（現在の三井住友銀行日本橋支店）にあったが、1943年に帝国銀行の発足に伴い千代田区丸の内（旧第一銀行本店）に移る。1948年の新発足時に日本橋室町へ戻すが、1960年には業容拡大のため千代田区有楽町の日比谷三井ビルディングに移転した。同ビルは太陽神戸三井銀行発足後、九段の新社屋へ本店営業部と本社を移転させたことに伴い東京営業部となり、三井住友銀行発足後の2001年4月から2010年10月までの間は本店営業部・三井住友フィナンシャルグループ本社等が入居していた。2010年10月に丸の内の旧日本鋼管本社ビル跡に建設された三井住友銀行本店ビルディング（ビルの所有者は三井不動産）へ転出。

## 歴史

### 江戸時代-三井両替店
1694年（元禄7年）設立のイングランド銀行に先んずること11年、三井家が江戸駿河町に越後屋三井両替店を創業したのは1683年（天和3年）である。当時、大きな呉服屋には為替送金の便宜などから両替業を兼営するものが少なくなかった。越後屋三井呉服店が盛大になるに伴い、上方への送金も多額にのぼり、そのために両替屋へ支払う手数料も増加した。更に当時の貨幣制度のもとでは、金銀銭の三貨が日々の相場をもって流通しており、貨幣の取り扱いも煩雑で両替屋の手をわずらわすことが多くなった。呉服店の駿河町移転を期として両替店を創立したのは、兼業体制を明確化することによって、この弱点を是正するためであった。こうして三井両替店は越後屋のための補助機関として発足したのであった。1686年（貞享3年）三井高利が京都において全事業を統括する必要から、京都両替店を開設した。呉服店の補助機関として設けられた両替店が飛躍的に発展したのは1691年（元禄4年）、幕府の大阪御金蔵銀御為替御用を務めてからである。すなわち、幕府が大阪で御金蔵の金銀を両替商に渡し、両替商は大阪の問屋から江戸向け逆為替を買い、この為替手形を江戸へ送り、江戸の問屋から代金を取り立て、これを幕府に上納するというのが御為替御用の仕組みであった。またこのときに同族企業組織の採用を行い、大元方の創立と「宗竺遺書」と呼ばれる家憲の制定を行った。

### 明治維新後
幕府御用を務め、王政復古の発令を経て維新政府の為替方となった三井組は、最初に大蔵省の前身となる金穀出納所御用達を受諾。そして御為替方三井組を称するようになった。三井は政府の殖産資金創出策にタイアップして活躍し、銀行業者としての貴重な体験を得た。為替会社の設立がそれである。通商・為替会社はまず東京で設立され、ついで大阪・横浜・西京（京都）・大津・神戸・新潟・敦賀に設けられ、重要な地位に就いた。

### 第一国立銀行創立

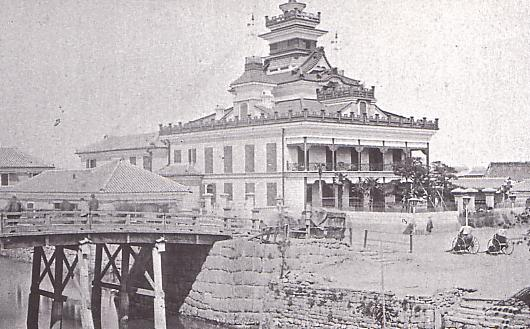
兜町の第一国立銀行。通称「三井組ハウス」

三井が最初に銀行設立を出願したのは1871年（明治4年）7月だった。三野村利左衛門が「為換座三井惣頭八郎右衛門名代」として大蔵省あてに提出した「新貨幣銀行願書」がそれである。三井家が銀行設立を企図した背景には政府の推奨もあった。政府は三井組を新貨幣為換方に任命するに際し、「真成之銀行」を設立するよう指示した。当時大量の政府紙幣の整理方法として吉田清成などはイギリス流の中央銀行を創設しようとする考え方が強力であった。三井はその具体化であったにもかかわらず、朝議は突如一変し、大蔵省は三井組に対する銀行認可を取り消すに至った。三井は「三井札」の発行や呉服業の分離を進めていたにもかかわらず、アメリカ出張中の伊藤博文の強い主張にもとづき、アメリカ流の国立銀行制度を採用したためである。三井は小野組と共に三井小野組合銀行（第一国立銀行の前身）設立への出資をおこなったが、同時に銀行の単独営業への動きを強めた。

### 私盟会社三井銀行創立
家政改革を進め官金取引業務と府県為替方の拡充に努めた三井は、小野組・島田組の破産後も難局を乗り切る。1875年（明治8年）3月、三井組を「三井バンク」と改称し、三井八郎右衛門高福らを発起人とし、創立出願を東京府知事あてに提出した。当時の銀行条例では国立銀行以外に「銀行」と称することを禁止していたが、国立銀行が第一・第二・第四・第五の四行に留まっていたことなどから抜本的改正を余儀なくされ、1876年（明治9年）、駿河町三井洋館に日本最初の私立銀行が設立された。各地に店舗を展開し、分店をランク付けした。一等は大阪、二等は西京、横浜、神戸である。
三井銀行は地租の納税窓口を担当していたため、1876年（明治9年）に地租改正反対を訴える伊勢暴動の際には、三重県の松阪と山田（現・伊勢市）の店舗や取締の自宅を焼き討ちにされた。四日市でも攻撃目標とされたが、何とか放火を阻止した。

### 日本銀行の設立
三野村利左衛門の病死についで三井銀行を襲った衝撃は、日本銀行の設立と官金取引業務の縮小であった。すなわち1881年（明治14年）松方正義が大蔵卿に就任し幣制整理とインフレーションの収束に着手したが、その中核をなしたのは日本銀行の創立であった。そして国庫金取引は日銀の重要業務の一つと定められ、これまで三井が行ってきた為替方は全廃されることになった。また日銀創立に際し、三井銀行の総長代理副長三野村利助が同行理事に任命された。そして三井は消極主義になって節約をはかり、貸出金の回収に努めた。その結果1883年（明治16年）から17年にかけての民間預金は1000余円減の横ばい、官金預かり高は94万余円の激減に対して、所有公債証書時価は74万余円と相当の増加を示した。

### 近代銀行の基礎確立

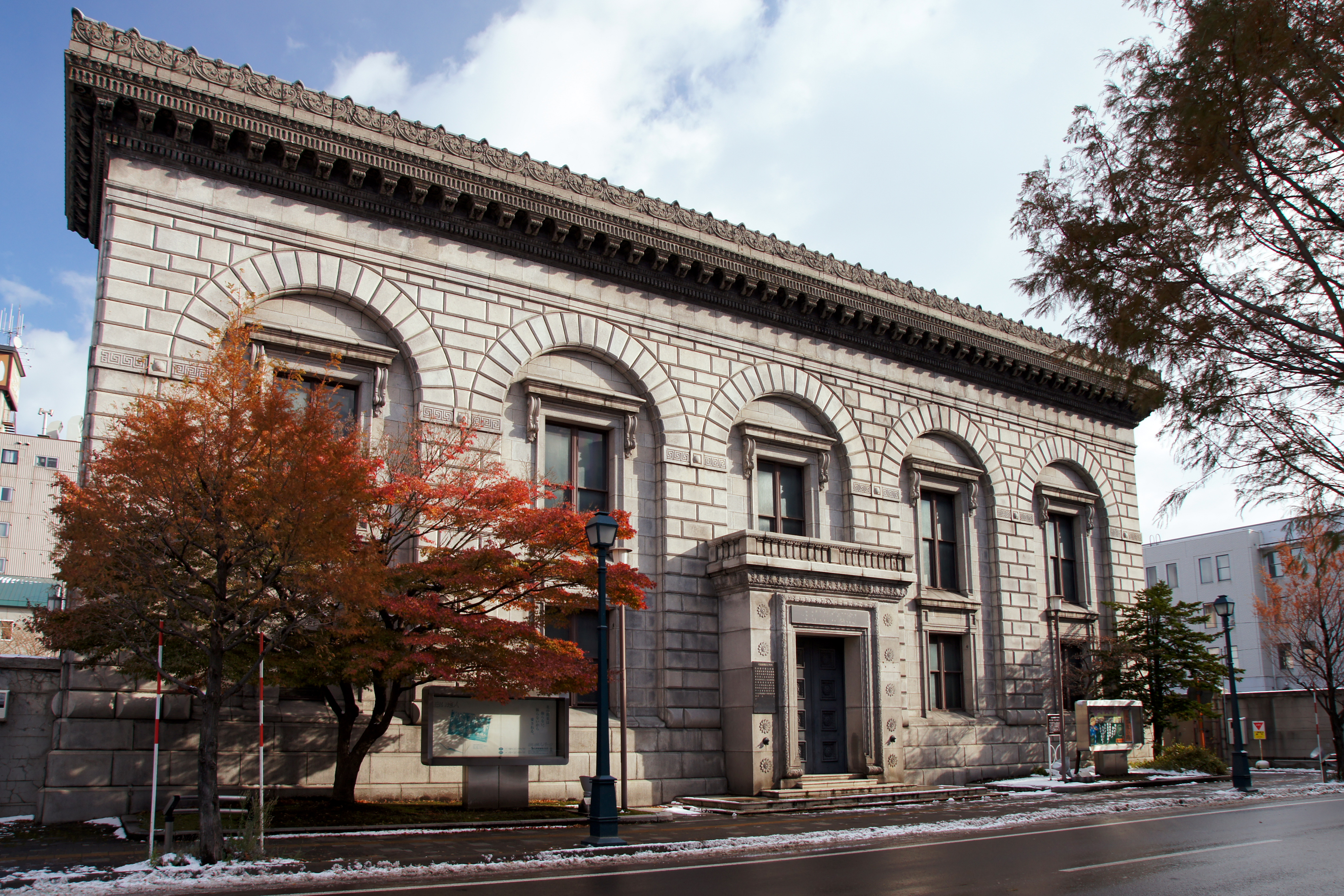
旧三井銀行小樽支店

明治20年代前半までに設立されていた銀行、三井銀行、安田銀行、第一銀行、十五銀行などは公金預金に依存しており、その優位性を保っていたのが実情であり、反面、特定個人や会社に対する不良貸出も多く、業態はまことに不安定であった。そのような実情のもとで、政府はようやく1893年（明治26年）に銀行条例を公布し施行した。問題は貸付業務の制約と兼業の禁止が規定されていなかったことで、「諸銀行の中には、日銀より引出したる資金を、一個人に向いて比較的高利に貸付け、其差金の収益のみを以て目的とするもの」（日本銀行沿革提要）すら出てきたというのが実情であった。中上川彦次郎は三井の改革に着手し「三井家仮評議会」を設置、中井三平（中井三郎兵衛 (3代)）、益田孝、三野村利助、今井友五郎、渋沢栄一など共に不良貸付の整理を断行。次いで官金取扱の辞退、業務組織の整備、有能な人材登用、工業の育成に着手。日清戦争後のブーム期には、「三井銀行は日本の銀行なればなり。天下の銀行なればなり。」と述べるほど強大であった。中上川は銀行の経営について当初はフィナンシングハウス的なものを考え、その後、企業の育成と銀行業が両立することを認めるに至った。一方、三井家は1894年には、大阪砲兵工廠に門司兵器修理所を献納した。

### 株式会社化 - 五大銀行体制

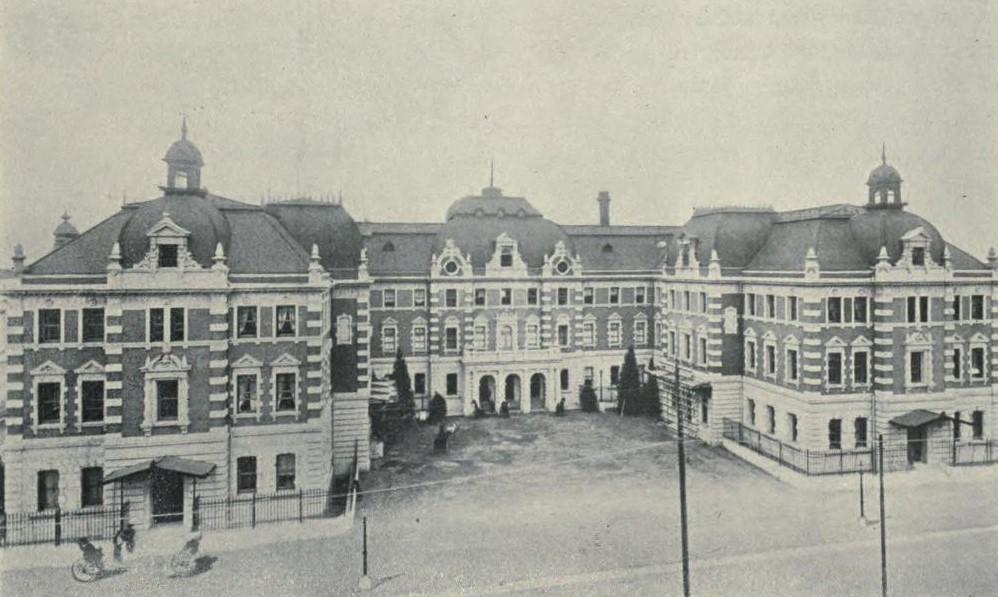
三井銀行本店。1900年代

日清戦争後、1897年（明治30年）開業の日本勧業銀行、1900年（明治33年）には農工銀行、北海道拓殖銀行、1902年（明治35年）には日本興業銀行と、特殊銀行の設立が行われ、国立銀行の普通銀行への転換がすすめられるなど、貨幣・金融制度の整備が著しい進展を見せた。一方で急激な膨張による反動も強く、早川千吉郎は工業育成主義から各製糸所・紡績所の売却、芝浦製作所の分離、有価証券・地所の処分などを実施、徹底した採算主義にもとづく商業銀行への転換をおこなった。
日露戦争後は日本興業銀行の活躍による外資導入、南満州鉄道株式会社などが刺激材料となって、再び企業熱が勃興し、東株（東京証券取引所）は三倍もの値をつけ、日本経済が飛躍的に発展する中で、三井銀行も大きな力を蓄えた。外国の事情をレポートした林健は、ロスチャイルドやモルガン等に習った組織改革、三井銀行を株式会社組織にすることを提案。1909年（明治42年）に三井同族会は三井合名となった。
当時、力のあった5つの銀行は三井銀行、第一銀行、三菱銀行、住友銀行、安田銀行の順で、貸出金・預金高における三井の額は実に三菱の二倍であった。

### 外国為替業務への進出 - ドル買い事件
将来、日本の対外債務増を予測した経営陣は、1913年（大正2年）に外国為替業務に着手。バークレイズ銀行との為替約定に引き続きクラインウォート及びフレデリックヒュースの両社と手形引受約定を結んだのを始めぞくぞくと引受信用と当座勘定契約を締結する。当初は三井物産のためであったが、王子製紙・鐘紡・富士紡のためにも同様の措置をとった。1915年（大正4年）になると外国為替取引高は3000万円に上るようになり、大正六年には上海支店が開設。本店以外の横浜・大阪・神戸などでも輸出手形の買入れ、送金為替の売渡を取扱うようになった。

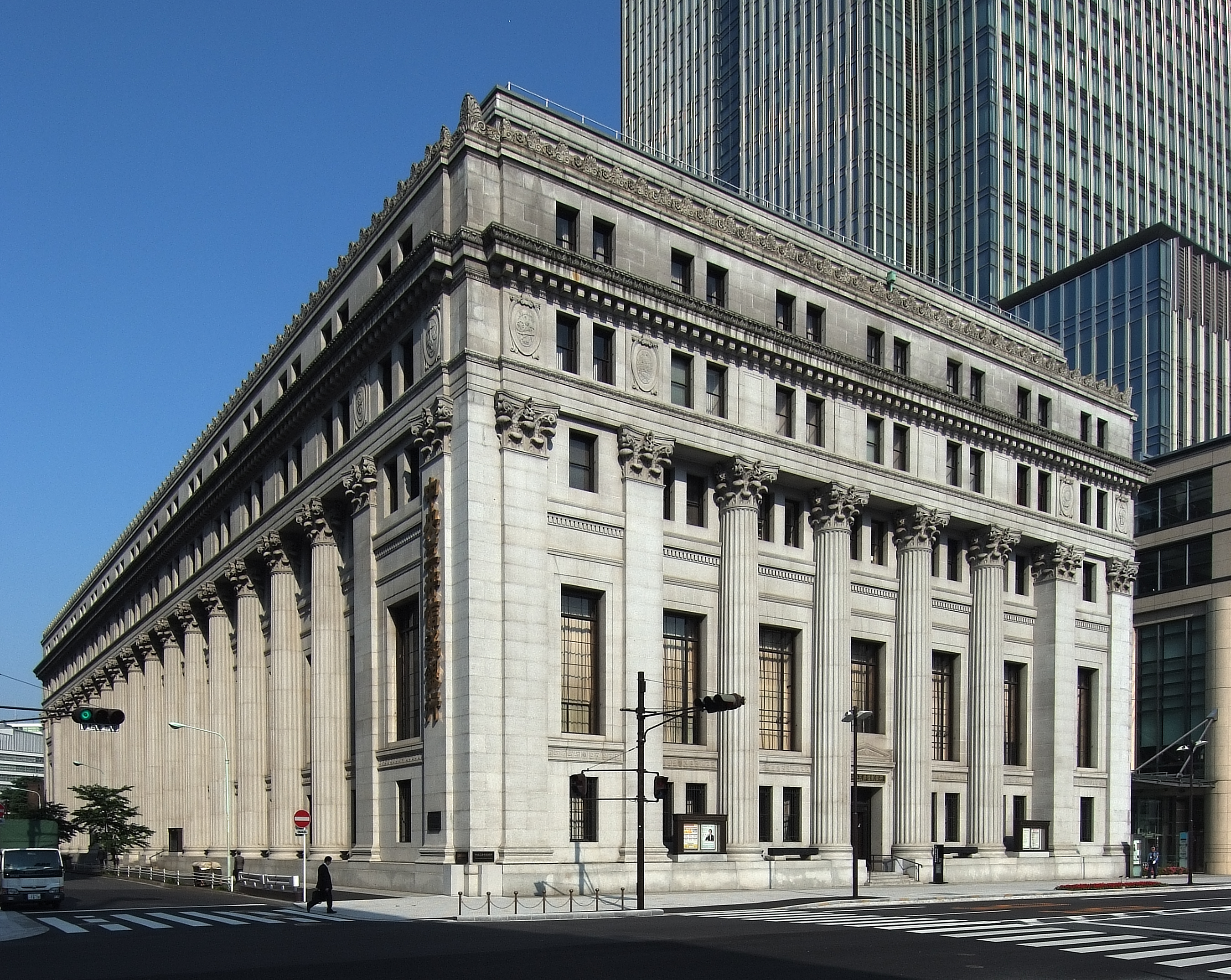
当時本店が置かれていた三井本館。現在は三井住友銀行日本橋支店が置かれている。

金解禁によるデフレ効果で強まった再禁止必至の見方は、1931年（昭和6年）イギリスが金本位を停止すると一気にドル買いの嵐が激しくなった。この間横浜正金銀行が売り応じたドル為替の総額は7億6000万円とも言われるがその中には商人・華族・教育家まで含む一般人が25%を占めていた。一方、世界経済もスウェーデン、デンマーク、ノルウェーが金本位を停止し、オランダも後を追って同調する気配となった。日本でも高橋是清蔵相の下で再禁止が行われた。その数ヶ月前には満州事変が勃発しており、池田成彬の単なる三井の事務的な処理が、「ドル買い事件」として朝日新聞に掲載され、批判を浴びた。イギリスが金本位を離脱すると同時にスターリング・ブロックもこれに倣ったため、金本位維持国はアメリカと日本などきわめて少数になった。同時期には、1930年（昭和5年）の右翼団体愛国社員による濱口雄幸首相の狙撃事件、1932年（昭和7年）の井上準之助、團琢磨暗殺事件、五・一五事件と、不穏な事件が相次いで起きた。一方、輸出振興と失業救済を目的とする経済圏拡大と理想国家の建設を目指して満州進出が始まり、日本を財政インフレへ、自由経済から戦争経済へと導いていった。

### 帝国銀行の発足
西脇銀行を買収した三井は、万代順四郎が会長に就任。日中戦争の勃発により戦争経済体制に突入。金融界も国策に則ったものになった。万代は池田成彬の協力を得て財閥銀行ではない第一銀行に1938年（昭和13年）、日銀総裁結城豊太郎を通じて合併を打診。昭和銀行と第百銀行の合併が持ち上がったことが契機となり軌道に乗り始める。資本金は2億円、株式の額面は50円での対等合併であった。合併により誕生した帝国銀行は50億円の預金を有する巨大な国家公共銀行となった。
対等合併といえども三井と第一では資金力に差があり、第一は安田・住友・三和並みの準一流銀行であった。このことが、のちの分裂による三井銀行の被害を大きくする要因でもある。また、1940年（昭和15年）には第一と関係が深かった十五銀行との合併が発表された。

### 帝国銀行の分裂と「三井銀行」の復活

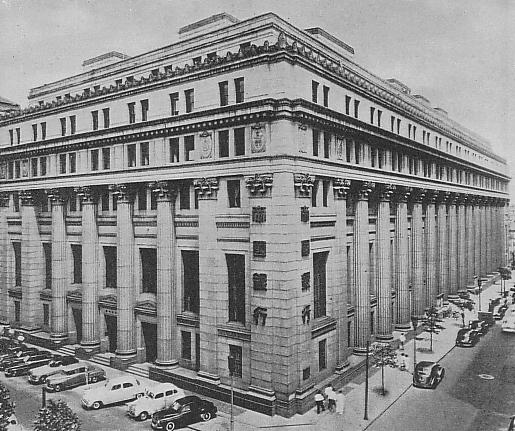
分裂後の帝国銀行（帝銀）本店（三井本館）

日本最大級の銀行となった帝国銀行であったが、旧三行での企業文化の違いや旧三井・旧第一の人事面での対立などから、1948年（昭和23年）に第一銀行と帝国銀行（新設法人）に再分割され、業容は半減した。
1954年（昭和29年）に帝国銀行は三井銀行へと改称して旧財閥名を復活させ、1968年（昭和43年）には10年余り密接な関係にあった東都銀行を合併した。また、同年にはクレジットカード会社JCBに対して資本参加を行い、従来の出資行である三和銀行や同時に参加した協和・大和・神戸の各銀行と共に本格的なクレジットカード業務の推進に乗出した。
しかし出店規制や個人客の預金獲得に出遅れたことから、三井銀行は中位行のまま高度経済成長期を推移した。このため再結集した三井グループの金庫番としての機能を十分果たせない時期が続き、一時は三井物産のメインバンクを富士銀行（現在のみずほ銀行）に奪われた。
ただし、戦前からの企業の支援・育成の伝統は受け継がれ、トヨタ自動車・ソニー・イトーヨーカ堂・相模鉄道・全日本空輸などは三井銀行の支援や、三井銀行出身者の助言によって成長した。後年ソニーの社外取締役に旧三井銀行出身の岡田明重が就任したり（三井住友銀行会長時代。現在は退任）、トヨタが旧さくら銀行の増資に協力したりしたのはそのためである。また、証券代行業務に強みを持っていた。
なお、通常の都市銀行・地方銀行のトップが頭取と称しているのに対し、三井銀行は太陽神戸銀行との合併まで一貫して社長と称していた。
看板は帝国銀行時代より復名後も1960年代までは白地に黒い毛筆体文字で表記され、1960年代以降は長円の看板に青地に白い毛筆体文字に変更されるが何れも行章は表記されておらず、1984年（昭和59年）のCI導入してから合併までの間は、水色に白い変形ゴシック文字で表記されており、さらにはCIも表記されていた。

### 太陽神戸銀行との合併、その後
前述の様に、三井銀行は帝国銀行再分割の影響で旧財閥系都市銀行でありながら規模が小さく、中位行のままであった。このため、同じ中位行ながら店舗数の多かった太陽神戸銀行と合併して規模の拡大を図った。こうして、三井銀行は1990年（平成2年）に太陽神戸銀行を吸収し、太陽神戸三井銀行となった。
合併によって誕生した太陽神戸三井銀行（1992年（平成4年）にさくら銀行に改名）は第一勧業銀行、富士銀行、三和銀行などの上位都銀に匹敵する規模となったが、バブル崩壊や旧行出身者の対立などから業績が低迷し、一時は経営危機が噂されるまでになった。このため、2001年（平成13年）に住友銀行に吸収合併されて三井住友銀行となった。その後の2003年にはわかしお銀行による逆さ合併が行われ、現在の三井住友銀行の前身はわかしお銀行となっている。

## 沿革
- 1683年（天和3年）5月、三井八郎右衛門高利が江戸駿河町（現在の東京都中央区日本橋室町）に開いた越後屋三井両替店をその起源とする。この両替店はもともと隣接する呉服店（現在の三越）の補助機関であったものが、やがて本両替に昇格し幕府の金銀御用達としての地位を得るまでに発展した。明治新政府成立後も為替方となる。
- 1871年（明治4年）、為換座三井組を開設。日本で最初の円単位紙幣を発行した。三井はこのまま本格的な銀行業への進出を目論んだが、1875年（明治8年）（明治5年）、政府の命によって小野組と共同で「三井小野組合銀行」を設立することを余儀なくされる。同行はそのまま第一国立銀行となり、事実上三井の手から取り上げられた。
- 1874年（明治7年）、三井両替店は為替バンク三井組に改組。
- 1876年（明治9年）、私立銀行・三井銀行が開業し、念願の本格的な銀行事業に進出する。この銀行は、国立銀行に属しない日本最初の民間銀行となった。
- 明治中期に中上川彦次郎・益田孝が明治新政府勘定方以来の公的業務を返上して、民間取引に専念して機構改革を行った。
- その後同行は明治後期から大正期にかけて三井財閥の中枢として機能し、また鐘淵紡績（現・クラシエホールディングス）、芝浦製作所（現・東芝）、豊田自動織機など多くの企業を支援・育成した。

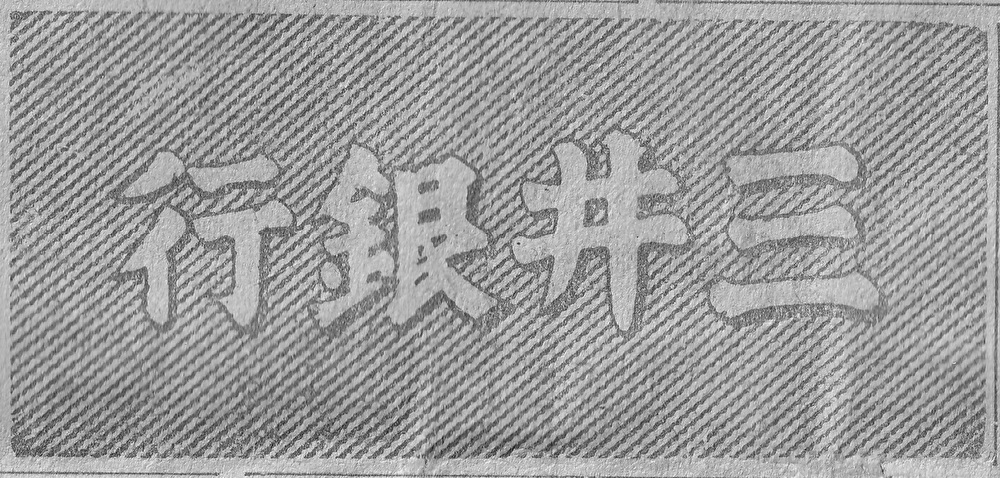
戦前の新聞広告（1941年8月）

- 1941年（昭和16年）、西脇銀行を買収。
- 1943年（昭和18年）、戦時統合という時流に乗って、ようやく同根でもある第一銀行と合併。日本最大の都市銀行・帝国銀行（通称・帝銀）が誕生した。
- 1944年（昭和19年）、帝国銀行が十五銀行を吸収合併[注釈 5]。
- 1948年（昭和23年）、行内の旧三井・旧第一との対立などから第一銀行（第一勧業銀行を経て現在のみずほ銀行、みずほコーポレート銀行）が再度分離。これによって中位行に転落。
- 1954年（昭和29年）
  - 1月、帝国銀行の商号を株式会社三井銀行に変更。
  - 8月、東京銀行より6店舗譲受。うち1店舗は、既存店と併合[注釈 6]。
- 1960年（昭和35年）、本店を有楽町(現在の三井住友銀行本店)に移転、従来の本店を東京支店(現在の三井住友銀行日本橋支店)と改称。
- 1965年（昭和41年）、シンボルマーク「三色マーク」を制定、左から青・赤・黄色の長方形を連ねる形とし[6]、青は早い・赤は明るい・黄色は親切を表していた[7]。
- 1968年（昭和43年）、東都銀行（東京地盤の地方銀行）を合併する。
- 1984年（昭和59年）、創業300年を機にCIを導入。三井財閥共通の井桁に三の紋と筆字の商号表記に代えて、シンボルマークに「三」をモチーフとしてダイナミックな発展を表した「ウイングマーク」、コーポレートカラーに明るい青色の「三井フレッシュライトブルー」、表号表記は曲線調の字体とした[8]。
- 1990年（平成2年）、中位行から脱却するため、多くの店舗網を持っていた同じ中位行の太陽神戸銀行（本店・兵庫県神戸市）[注釈 7]を合併。商号を株式会社太陽神戸三井銀行に変更。

## 地域別店舗数
| 年     | 京浜 | その他の関東 | 近畿 | 北海道 | 東北 | 北陸甲信越 | 東海 | 中国四国 | 九州 |
| ------ | ---- | ------------ | ---- | ------ | ---- | ---------- | ---- | -------- | ---- |
| 1956年 | 45   | 0            | 30   | 2      | 0    | 3          | 5    | 5        | 9    |
| 1976年 | 90   | 13           | 30   | 2      | 1    | 2          | 7    | 3        | 4    |
| 1989年 | 145  | 24           | 37   | 2      | 1    | 2          | 8    | 3        | 6    |

## キャラクター
- くまのパディントン（キャラクター通帳・キャッシュカードで採用していた）
- にこにこぷん（キャラクター通帳・キャッシュカードで採用されていた。）
- ホームラン坊や（1960年代に採用していたキャラクター）